# Alliopsis gigantosternita
Alliopsis gigantosternita är en tvåvingeart som beskrevs av Fan 1983. Alliopsis gigantosternita ingår i släktet Alliopsis och familjen blomsterflugor. Inga underarter finns listade i Catalogue of Life.